# Amorphinopsis
Amorphinopsis is een geslacht van sponsdieren uit de klasse van de Demospongiae (gewone sponzen).

## Soorten
- Amorphinopsis atlantica Carvalho, Hajdu, Mothes & van Soest, 2004
- Amorphinopsis dichotoma (Dendy, 1916)
- Amorphinopsis excavans Carter, 1887
- Amorphinopsis fenestrata (Ridley, 1884)
- Amorphinopsis filigrana (Schmidt, 1862)
- Amorphinopsis fistulosa (Vacelet, Vasseur & Lévi, 1976)
- Amorphinopsis foetida (Dendy, 1889)
- Amorphinopsis kempi Kumar, 1925
- Amorphinopsis maculosa (Pulitzer-Finali, 1996), dezelfde soort als Topsentia maculosa
- Amorphinopsis maza (de Laubenfels, 1954)
- Amorphinopsis megarrhaphea (Lendenfeld, 1887)
- Amorphinopsis mollis Annandale, 1924
- Amorphinopsis pallescens (Topsent, 1892)
- Amorphinopsis papillata (Baer, 1906)
- Amorphinopsis sacciformis (Thiele, 1900)
- Amorphinopsis siamensis (Topsent, 1925)
- Amorphinopsis subacerata (Ridley & Dendy, 1886)